# Евдокия Магнусовна
Евдокия Магнусовна (1581—1589) — дочь принца Магнуса и Марии Старицкой, дочери Владимира Андреевича.
После смерти отца вместе с матерью и старшей сестрой Марией приехала в Россию, где её мать была пострижена в монахини.
Скончалась 18 марта 1589 года в возрасте 8 лет, похоронена в Троице-Сергиевой лавре.